# Stratyn
Stratyn (ukrainisch Стратин; russisch Стратин/Stratin, polnisch Stratyn) ist ein Dorf in der ukrainischen Oblast Iwano-Frankiwsk in der Westukraine mit etwa 560 Einwohnern.
Die Ortschaft liegt im Westen der historischen Landschaft Galizien im Rajon Iwano-Frankiwsk am Fluss Swirsch, etwa 10 Kilometer nordöstlich vom ehemaligen Rajonzentrum Rohatyn und 61 Kilometer nördlich vom Oblastzentrum Iwano-Frankiwsk entfernt.
Am 12. Juni 2020 wurde das Dorf ein Teil neu gegründeten Stadtgemeinde Rohatyn im Rajon Iwano-Frankiwsk; bis dahin bildete es zusammen mit dem Dorf Pohrebiwka (Погребівка) und der Siedlung Pylypiwzi (Пилипівці) die Landratsgemeinde Stratyn (Стратинська сільська рада/Stratynska silska rada) im Rajon Rohatyn.
Der Ort wurde 1464 zum ersten Mal schriftlich erwähnt, erhielt 1671 das Magdeburger Stadtrecht, lag zunächst in der Adelsrepublik Polen-Litauen, Woiwodschaft Ruthenien, und kam 1772 als Stratyn zum damaligen österreichischen Kronland Galizien (bis 1918 als Markt Stratyn Miasto dann im Bezirk Rohatyn).
Nach dem Ende des Ersten Weltkrieges kam der Ort zur Polen, war hier ab 1921 als Stratyn Miasto in die Woiwodschaft Stanislau, Powiat Rohatyn, Gmina Stratyn (ab 1934 Gmina Putków) eingegliedert. 1932 wurde ihm durch Herabstufung zum Dorf der Stadtstatus aberkannt und das bis dahin östlich des Flusses gelegene eigenständige Dorf Stratyn Wieś eingemeindet, im Zweiten Weltkrieg wurde er dann erst von der Sowjetunion und ab 1941 bis 1944 von Deutschland besetzt und dem Distrikt Galizien angeschlossen. Nach der Rückeroberung durch sowjetische Truppen 1944 kam er 1945 wiederum zur Sowjetunion und wurde in die Ukrainische SSR eingegliedert, seit 1991 ist der Ort Teil der heutigen Ukraine.
Bis zum Zweiten Weltkrieg gab es im Ort auch eine große jüdische Gemeinde, der auf Jiddisch Strettin/Staretin genannte Ort hatte eine kleine chassidische Gemeinde.

## Persönlichkeiten
- Tadeusz Ślipko (1918–2015), Jesuit und katholischer Philosoph